# دارکوب طوقی
دارکوب طوقی (نام علمی: Celeus torquatus) نام یک گونه از زیرخانواده دارکوبیان است.